# Andrew Lawrence (actor)
Andrew Lawrence, nacido Andrew James Mignogna (Municipio de Abington, Pensilvania, 12 de enero de 1988), es un actor, cantante y director estadounidense. Es conocido por sus papeles de Andy Roman en Brotherly Love (protagonizada por sus hermanos de la vida real Joey y Matthew) y T.J. Detweiler en Recess. Fuera de su carrera como actor y musical, Lawrence hizo su debut como director con la película de 2020 The Office Mix-Up.

## Biografía
Lawrence nació en Municipio de Abington, Pensilvania, hijo de Joseph Lawrence Mignogna Jr., corredor de seguros, y Donna Lynn (de soltera Shaw), administradora de talentos personales y exmaestra de escuela primaria. Es de ascendencia italiana, inglesa y escocesa. El apellido artístico de su familia se cambió a «Lawrence» de «Mignogna» antes de que él naciera. Lawrence es el hermano menor de los actores Joey Lawrence y Matthew Lawrence.

## Carrera
Se inició en el mundo del espectáculo a los tres años e hizo su debut como actor profesional en la serie de televisión Blossom, como el pequeño Joey. En 1998, se convirtió en la voz de T.J. Detweiler en la serie de televisión animada de Disney, Recess reemplazando a Ross Malinger después de expresar el personaje durante dos temporadas. Repetiría el papel nuevamente en el largometraje Recess: School's Out y en varias películas directamente para video, incluidas Recess Christmas: Miracle on Third Street y Recess: All Growed Down. También ha realizado doblajes para personajes de videojuegos, como Pac en Battlefield 4 y Nick Ramos en Dead Rising 3. En noviembre de 2016, Lawrence lanzó su EP debut, Kings March. Ese mismo año, Lawrence formó una banda con sus hermanos Joey y Matt, llamada Still 3. El trío lanzó su sencillo debut, «Lose Myself», en febrero de 2017.
En 2023, Andrew lanzó un pódcast llamado «Brotherly Love Podcast» con sus hermanos Joey y Matthew. Se lanzó a través de PodCo, un estudio de pódcasts lanzado por la actriz Christy Carlson Romano y se centró en volver a ver series de televisión completas por sus antiguos actores.

## Filmografía

### Cine
| Año  | Título                                    | Papel                      | Notas                        |
| ---- | ----------------------------------------- | -------------------------- | ---------------------------- |
| 1995 | White Man's Burden                        | Donnie Pinnock             |                              |
| 1997 | Bean                                      | Kevin Langley              |                              |
| 1998 | Jack Frost                                | Tuck Gronic                |                              |
| 1999 | Family Tree                               | Mitch Musser               |                              |
| 2000 | The Other Me                              | Twoie/Will Browning        |                              |
| 2001 | Recess: School's Out                      | T.J. Detweiler             | Voz                          |
| 2001 | Recess Christmas: Miracle on Third Street | T.J. Detweiler             | Voz, directamente para video |
| 2003 | Recess: All Growed Down                   | Joven T.J.                 | Voz, directamente para video |
| 2004 | Sniper 3                                  | MP Mangold                 |                              |
| 2006 | Fingerprints                              | Mitch                      |                              |
| 2008 | The Least of These                        | Jason Boyd                 |                              |
| 2010 | Bones                                     | Anthony                    |                              |
| 2012 | October 31                                | N/A                        | Cortometraje                 |
| 2013 | Confessions of a Womanizer                | Ritchie                    |                              |
| 2014 | The Arrangement                           | Louis Stanley              | Cortometraje                 |
| 2015 | Big Baby                                  | Thirty year old Baby Bobby | También productor            |
| 2015 | When Duty Calls                           | Sandy                      |                              |
| 2019 | Better Than Love                          | Jon                        | También productor            |
| 2020 | The Office Mix-up                         | John                       | También director             |
| 2020 | Money Plane                               | Iggy                       | También director             |
| 2021 | Mistletoe Mixup                           | Seth                       | También director             |
| 2023 | Frankie Meets Jack                        | Nathaniel                  | También director             |

### Televisión
| Año       | Título                                 | Papel                              | Notas                             |
| --------- | -------------------------------------- | ---------------------------------- | --------------------------------- |
| 1991-1994 | Blossom                                | Joven Joey, Niño en la Magic Sword | 3 episodios; no acreditado        |
| 1994      | Cries Unheard: The Donna Yaklich Story | Joven Denny Yaklich                | Telefilme                         |
| 1994      | Tom                                    | Donnie Graham                      | Papel principal (12 episodios)    |
| 1995      | Prince for a Day                       | Timmy                              | Telefilme                         |
| 1995-1997 | Brotherly Love                         | Andy Roman                         | Papel principal (40 episodios)    |
| 1996      | Brothers of the Frontier               | Jamie Frye                         | Telefilme                         |
| 1996      | Deadly Web                             | Spence Lawrence                    | Telefilme                         |
| 1996      | Adventures from the Book of Virtues    | Ben Rogers                         | Voz, episodio: «Work»             |
| 1998      | Carson's Vertical Suburbia             | Drake                              | Telefilme                         |
| 1998      | The Lionhearts                         | N/A                                | Voz, 3 episodios                  |
| 1998      | Young Hearts Unlimited                 | Zack                               | Telefilme                         |
| 1998-2001 | Recess                                 | T.J. Detweiler                     | Voz, papel principal              |
| 1999      | The Kids from Room 402                 | Vinnie Nasta                       | Voz, episodio: «Son of Einstein»  |
| 1999      | Horse Sense                            | Tommy Biggs                        | Telefilme                         |
| 2000      | The Other Me                           | Will Browning, Twoie               | Telefilme                         |
| 2000      | Tucker                                 | Kenickie Behar                     | 8 episodes                        |
| 2000      | As Told by Ginger                      | Bathroom Chef                      | Voz, episodio: «Cry Wolf»         |
| 2000      | King of the Hill                       | Rodeo Kid                          | Voz, 2 episodios                  |
| 2001      | School's In                            | Host                               | Telefilme                         |
| 2001      | Jumping Ship                           | Tommy Biggs                        | Telefilme                         |
| 2002      | The Zeta Project                       | Carl Finley                        | Voz, episodio: «Eye of the Storm» |
| 2002      | The Guardian                           | Ronnie Wagner                      | Episodio: «Monster»               |
| 2003-2004 | Oliver Beene                           | Tayler 'Ted' Mark Beene            | Papel principal (24 episodios)    |
| 2004      | Going to the Mat                       | Jace Newfield                      | Telefilme                         |
| 2006      | Runaway                                | Brady Sullivan                     | Papel recurrente                  |
| 2008      | Bones                                  | Tim                                | Episodio: «The Man in the Mud»    |
| 2009      | United States of Tara                  | Jason Maurio                       | Papel recurrente (8 episodios)    |
| 2009      | Chasing a Dream                        | Cam Stiles                         | Telefilme                         |
| 2009      | The Closer                             | Eric Whitner                       | Episodio: «Red Tape»              |
| 2009      | CSI: NY                                | Jake Calaveras                     | Episodio: «Epilogue»              |
| 2011      | Castle                                 | Tommy Marcone                      | Episodio: «The Dead Pool»         |
| 2011-2014 | Melissa & Joey                         | Evan McKay                         | 2 episodios                       |
| 2013-2018 | Hawaii Five-0                          | Eric Russo                         | Papel recurrente (17 episodios)   |
| 2013      | Blast Vegas                            | T. J.                              | Telefilme                         |
| 2013      | Shadow on the Mesa                     | J. T. Dowdy                        | Telefilme                         |
| 2014      | NCIS: Los Ángeles                      | Stuart Woods                       | Episodio: «Humbug»                |
| 2014      | Perception                             | Henry Wilmyer, Micah Conley        | Episodio: «Curveball»             |
| 2015      | CSI: Cyber                             | Tobin                              | Episodio: «Crowd Sourced»         |

### Videojuegos
| Año  | Título                   | Papel                           | Notas                                                               |
| ---- | ------------------------ | ------------------------------- | ------------------------------------------------------------------- |
| 2013 | Battlefield 4            | Sargento Clayton 'Pac' Pakowski |                                                                     |
| 2013 | Dead Rising 3            | Nick Ramos                      |                                                                     |
| 2014 | The Amazing Spider-Man 2 | Hombre civil, grupo de trabajo  |                                                                     |
| 2019 | Need for Speed Heat      | Jugador                         | Voz, captura de movimiento y modelo para opción masculina caucásica |